# Municipio de Doyal
El municipio de Doyal (en inglés: Doyal Township) es un municipio ubicado en el condado de St. Clair en el estado estadounidense de Misuri. En el año 2010 tenía una población de 585 habitantes y una densidad poblacional de 5,37 personas por km².

## Geografía
El municipio de Doyal se encuentra ubicado en las coordenadas 37°57′33″N 93°41′6″O / 37.95917, -93.68500. Según la Oficina del Censo de los Estados Unidos, el municipio tiene una superficie total de 109.04 km², de la cual 108,03 km² corresponden a tierra firme y (0,92 %) 1,01 km² es agua.

## Demografía
Según el censo de 2010, había 585 personas residiendo en el municipio de Doyal. La densidad de población era de 5,37 hab./km². De los 585 habitantes, el municipio de Doyal estaba compuesto por el 96,75 % blancos, el 0,17 % eran afroamericanos, el 1,03 % eran amerindios, el 0,34 % eran de otras razas y el 1,71 % eran de una mezcla de razas. Del total de la población el 1,54 % eran hispanos o latinos de cualquier raza.